# Simon Peter Engurait
Simon Peter Engurait (ur. 28 sierpnia 1971 w Ngora) – amerykański biskup rzymskokatolicki pochodzenia ugandyjskiego, biskup diecezjalny Houma-Thibodaux (nominat).

## Życiorys
Ojciec Simon Peter Engurait urodził się w Ngora (w regionie wschodnim Ugandy) 28 sierpnia 1971 r. Jest synem zmarłego Clementa Williama Aeko i Crencentii Aeko oraz siódmym z czternaściorga dzieci (dziesięciu dziewczynek i czterech chłopców). Czwórka jego rodzeństwa nie żyje, a on ma starszą siostrę, która jest zakonnicą w zakonie franciszkańskim, i starszego brata, który jest księdzem diecezjalnym.
Rodzina wychowała się w małym miasteczku Ngora i należy do parafii katolickiej św. Józefa w diecezji Soroti. Jego ojciec był nauczycielem z zawodu i specjalizował się w edukacji głuchych, a matka była gospodynią domową.
Po ukończeniu szkoły podstawowej w Ngora, wstąpił do St Peter's Minor Seminary w Soroti do gimnazjum, a następnie do St Peters College w Tororo do liceum. Następnie wstąpił do Katigondo National Major Seminary, seminarium uniwersyteckiego na studia filozoficzne. W połowie drogi przerwał naukę w seminarium i wstąpił na Makerere University w Kampali, gdzie uzyskał tytuł licencjata sztuk pięknych ze specjalizacją w naukach politycznych i administracji publicznej. Po ukończeniu studiów odbył 11-letnią karierę w rządzie Ugandy w departamencie odpowiedzialnym za reformę i wyprzedaż przedsiębiorstw publicznych. W trakcie swojej kariery zrobił sobie przerwę, aby podjąć studia podyplomowe w Holandii, gdzie uzyskał tytuł magistra administracji biznesowej. Pełnił różne funkcje, w tym w dziale zasobów ludzkich, zaopatrzenia i analizy biznesowej. W trakcie swojej kariery awansował ze stanowiska podstawowego na stanowisko kierownicze.
Podczas pobytu w Katigondo Seminary miał spotkanie z katolicką odnową charyzmatyczną, co miało trwały wpływ na jego życie. Aktywnie angażował się w ruch przez cały czas nauki na Makerere University, a następnie służył jako lider ruchu archidiecezjalnego Kampali, a także w National Service Team. To właśnie dzięki temu w 2003 r. poznał biskupa Sama Jacobsa, który później udzielił mu święceń kapłańskich.
W 2007 roku, po długim okresie modlitwy i rozeznania, został przyjęty jako seminarzysta do diecezji Houma-Thibodaux i wstąpił do seminarium Notre Dame w Nowym Orleanie, gdzie uzyskał tytuł magistra teologii. Został wyświęcony na diakona 12 maja 2012 roku w kościele św. Bernadety w Houma, a 25 maja 2013 roku został wyświęcony na księdza w katedrze św. Franciszka Salezego w Houma, oba przez biskupa Sama Jacobsa.
Jego pierwszymi zadaniami było stanowisko pastora pomocniczego w katedrze św. Franciszka, gdzie służył przez dwa lata, następnie przez rok w katedrze św. Genowefy w Thibodaux, a następnie przez sześć miesięcy w Christ the Redeemer. W styczniu 2017 r. został mianowany administratorem, a później pastorem katedry św. Brygidy, gdzie pracuje do dziś.
Ojciec Simon Peter pełnił również różne funkcje diecezjalne. Najbardziej godnym uwagi było jego mianowanie w 2017 r. przez biskupa Sheltona Fabre na moderatora kurii i koordynatora formacji chrześcijańskiej, a później na wikariusza generalnego ds. administracji. W 2023 r. biskup Mario E. Dorsonville mianował go wikariuszem generalnym i moderatorem kurii. Pełnił również funkcję członka zarządu Catholic Charities, członka rady prezbiterialnej i kolegium konsultorów.
Po nagłej śmierci biskupa Mario E. Dorsonville'a, został on wybrany na administratora diecezjalnego 22 stycznia 2024 r. i pełni tę funkcję do dziś.
5 czerwca 2025 papież Leon XIV mianował go biskupem Houma-Thibodaux.